# Monolepta striatipennis
Monolepta striatipennis là một loài bọ cánh cứng trong họ Chrysomelidae. Loài này được Jacoby miêu tả khoa học năm 1900.